# Sergio Gneo
Sergio Gneo (Genk, 13 december 1952) is een Belgische karateka en sinds 1993 de hoofdinstructeur van de Japan Karate Association (JKA) in België. Hij is een van de acht niet-Japanse leden van de Shihankai, de raad van grootmeesters van de Japan Karate Association en met zijn achtste dan is hij een van de hoogst gerangschikte niet-Japanse instructeurs in de JKA.

## Jeugd
Gneo werd geboren in 1952 in een mijnwerkersgezin in Genk. Hij begon op 15-jarige leeftijd met karate. Hij trainde in het geheim met een kleine groep vrienden in de kelder van de kerk van Zwartberg. Deze groep zou later uitgroeien tot de Asahi Genk Karate Club. Zijn eerste grote succes kwam in 1973, toen hij een bronzen medaille won op het Belgisch kampioenschap JKA Karate in kata. Dit was het begin van een lange carrière in de karatewereld waarin hij meerdere nationale en internationale titels behaalde zowel in kata als kumite.

## Rol binnen JKA-Belgium
In 1985 werd Gneo door Satoshi Miyazaki, de toenmalige hoofdinstructeur van de JKA in België, benoemd tot adjunct-hoofdinstructeur. Vlak voor het overlijden van Miyazaki in 1993 werd Gneo door hem aangewezen als zijn opvolger. Sindsdien is Gneo de hoofdinstructeur van de JKA in België. In die hoedanigheid geeft hij jaarlijks verschillende bijscholingen tijdens nationale stages.

## Technical director JKA-Europe
Op 6 april 2024 werd Gneo verkozen door het Technische Comité van JKA Europe als Technical Director JKA Europe na het overlijden van Bura Sensei. Zijn eerste beleidsdaad, het voorstellen van een nieuwe meer transparante en democratische structuur, werd meteen door de voltallige organisatie van JKA-Europe unaniem goedgekeurd..

## Palmares
- 10 maal Belgisch Kampioen kata
- 15 jaar lid van de Belgische nationale ploeg voor kumite, waarbij diverse keren finalist in Europese en mondiale wedstrijden
- een 2° en een 3° plaats op het JKA Wereldkampioenschap kata per ploeg
- 2 maal Europees Kampioen ESKA kata per ploeg
- finalist IAKF Wereldkampioenschap kumite individueel in 1975
- 1° plaats Open Japanse Kampioenschap kata per ploeg in 1982
- 1° plaats Open Japanse Kampioenschap kumite per ploeg in 1989